# Fujiwara no Suetsuna
Fujiwara no Suetsuna va ser un funcionari de la cort i poeta xinès de mitjans a finals del període Heian. Era el quart fill de Fujiwara no Sanenori, doctor en literatura i descendent del clan Minami Fujiwara. Fujiwara no Sanekane fou el seu segon fill. El seu rang oficial era Junior Quarth Upper i Echigo no Kami.

## Biografia
Seguint els passos del seu pare, es va dedicar a estudiar Kidendo i va aprovar l'examen com a estudiant d'escriptura.
Després de servir a l'emperador Go-Reizei com a Kurodo Uemon-no-jo, va servir com a Uemon no Gon-no-suke (Kebiishi-sa) des de l'era Go-Sanjo fins al començament de l'era Shirakawa. El 1075, va ser ascendit al càrrec de Bitchu Gonnosuke, i va servir com a oficial local durant més de 20 anys, incloent Hizen Gonnosuke, Mikawa no Kami, Bizen no Kami i Echigo no Kami.
D'altra banda, va servir l'emperador Shirakawa com a vassall de confiança i va presentar la seva vil·la a Toba a l'emperador. El palau de Toba es va construir ampliant aquest palau i es va convertir en la institució política central durant el període Insei.
Va morir abans de 1102, enmig del període Shirakawa Insei.

## Persona
Va ser un erudit i poeta xinès, i va participar en un concurs de poesia celebrat al palau l'any 1056 durant la seva etapa com a estudiant de Bunsho. A més, la seva poesia s'ha recollit en obres com "Honcho Mudai Shi", "Honcho Zoku Monzui", "Asano Gunzai" i "Chuuuuki Burui-shi Back Chinese Poetry Collection".

## Carrera oficial
- Data desconeguda: escriptura. Solució[1]
- Tenki 5è any (1057) Data desconeguda: Kurodo Uemon -no-jo[2]
- Data desconeguda: director d'universitat[1]
- 27 de gener de 1069: Uemon no Gonnosuke, cinquè rang superior[3]
- 28 de gener de 1075: Bitchu Gonnosuke,[4] Tomonobu Gonnosuke[5]
- 20 d'octubre de 1077: governador de la província de Hizen[6]
- 5 de juny de 1080: Vegeu el Mikawa no Mae no Tsukasa[6]
- 20 d'octubre de 1086: Bizen no Kami (renominat)[7]
- 16 de juliol de 1094 (7è any de kanji): Echigo no Kami, antic Bizen no Kami[8]
- 29 de desembre de 1096: Echigo no Kami (renominat)[9]
- 21 de gener de 1099: classificat com a quart rang superior a la cort imperial d' Echigo[10]
- 14 de setembre de 1102: Echigo no Kami[9]

## Genealogia
Basat en "Sonpi Bunmyaku".

- Pare: Fujiwara Sanenori
- Mare: filla de Takashina Noritoshi
- Esposa: Filla de Fujiwara no Chikatsune
  - Nen: Fujiwara Tomomi (1062-1098)
- Esposa: filla de Fujiwara Michimune
- Home: Fujiwara no Tadamichi (1081-1122)
  - Fill: Fujiwara no Sanekane (1085-1112) - pare de Shinzei
- Nens amb mares biològiques desconegudes
  - Masculí: Fujiwara Noriyoshi
  - Home: Keisuke
  - Masculí: Yonin
  - Masculí: Jinshu
  - Filla: Fujiwara no Etsuko (?-1115) - esposa de Fujiwara no Akitaka , nodrissa de l'emperador Toba [ 11 ]
  - Dones: